# 大天使ガブリエル (スルバラン)
『大天使ガブリエル』（だいてんしガブリエル、仏: L'Ange Gabriel, 英: The Archangel Gabriel）は、スペインのバロック絵画の巨匠フランシスコ・デ・スルバランが1631-1632年にキャンバス上に油彩で制作した絵画である。画家による数少ない、しかし華麗そのものの天使を描いた一連の作品の最初のもので、「受胎告知」に登場する大天使ガブリエルを表している。この作品は最初セビーリャの聖トマス学院の主祭壇にあり、『聖アンデレ』 (ブダペスト国立西洋美術館) の対作品であった。作品は、1810年、セビーリャの諸教会に対して組織的な略奪を行ったフランスの将軍ニコラ＝ジャン・ド・デュ・スールトの手中に入り、フランスに持ち去られた。現在、モンペリエにあるファーブル美術館に所蔵されている。

## 作品
この作品を描く際、スルバランは伝統的なセビーリャの行列に出る10代の少年少女の衣装に感化されたのかもしれない。本作は色彩による力作である。ガブリエルの衣服の色は青灰色の空を背景に際立つ。天使は褪せたピンク色のガウンを着ており、その上に輝くばかりに白い上着を羽織っている。上着は胸の部分でまとめ上げられ、金の留め金でとめられている。ガブリエルの背には灰色の翼が見え、その上部は白と黄土色によって強調されている。この燐光を発するような色は、その非現実性によって、父なる神の子イエス・キリストの受胎というメッセージを聖母マリアに伝えにきた天使の特別の性質を表現しているのである。
このような色彩の効果は、天使のポーズと表情によってよくつり合いが保たれている。天使はゆっくりとした歩調で前に進み、一方の手のひらを上に向け、もう一方の手で聖母のモノグラムが記されている杖を捧げ持っている。陶器のような顔は真剣な表情を浮かべ、両目は天国を求めているように見える。